# 宇宙之王

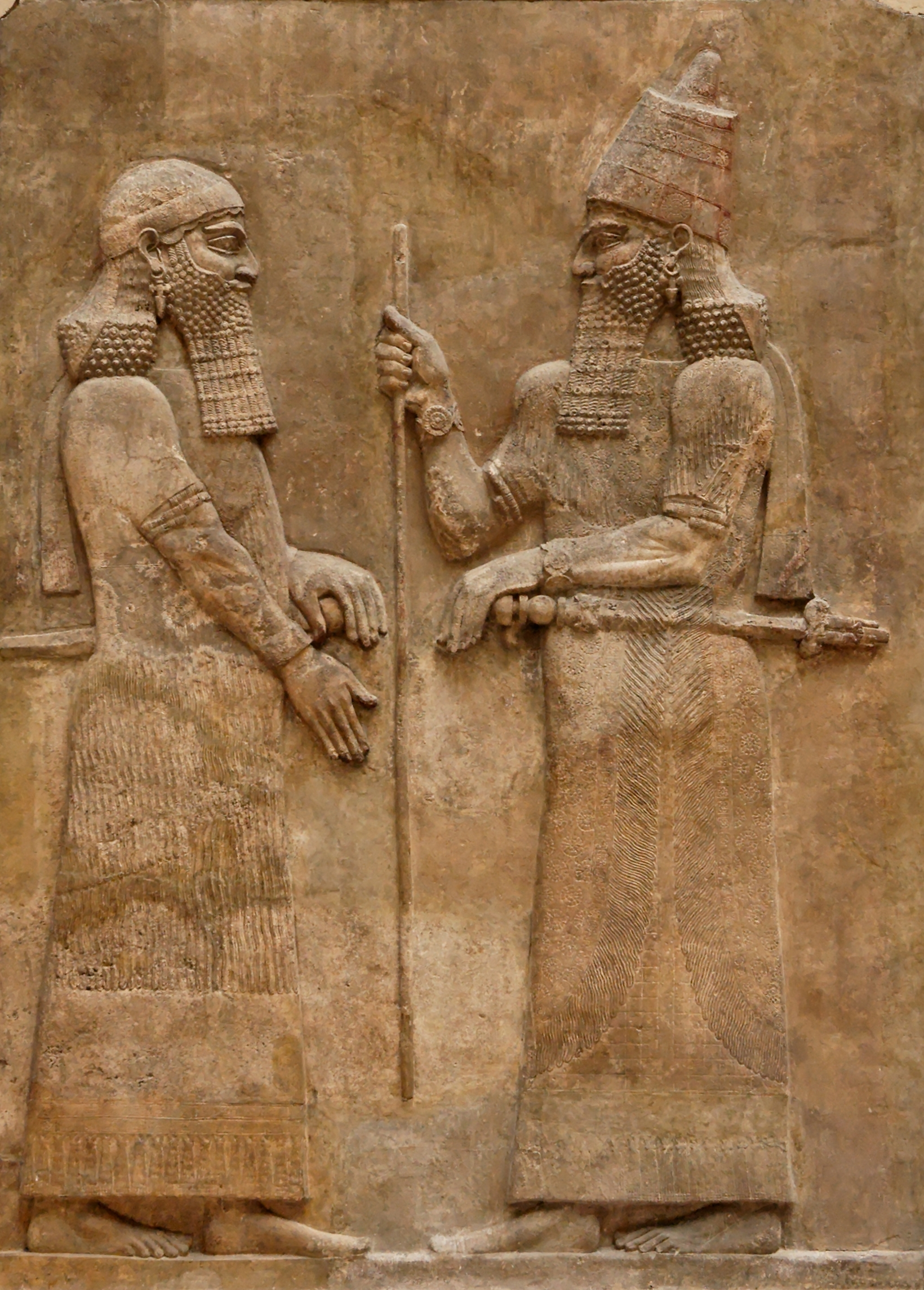
亚述帝国的君主们经常使用「宇宙之王」的头衔

宇宙之王（𒈗𒆧，也被翻译成「天下之王」、「世界之王」）是两河流域古代帝国君主经常使用的头衔。kiššatim一词意为「所有」「全部」，因此这个头衔的含义便是此人拥有对宇宙中一切事物的权力。这个概念被阿卡德的萨尔贡发明，阿卡德帝国与後来的亚述、巴比伦国家都喜爱使用这个称号。

## 发展过程
在两河流域的早王朝时期，各城邦（最著名的是乌尔、乌鲁克、拉格什、乌玛和基什）的统治者经常入侵远离自己领土的地区和城市，大多数时候对他们自己来说影响不大，目的是建立临时的小霸权，以获得或保持相对于其他城邦的优势地位。这种早期的「帝国」建设受到鼓励，因为最强大的君主通常会被授予最负盛名的头衔，例如LUGAL（字面意思是“大人物”，但经常被解释为“国王”，可能具有军事含义）。这些早期统治者中的大多数可能都是自己获得的这些头衔，而不是继承的。最终，这种比其他城邦更有声望和更强大的追求导致了对全世界统治的普遍野心。。
统治者试图达到广域统治地位，这在早王朝三期（前25-24世纪）变得更加普遍。乌尔王美萨耐帕达并不是启什人，但已经用了象征霸主的启什王的称号。乌鲁克王恩沙库珊那首先使用了「苏美尔之王」（𒈗𒆠𒂗𒄀）、「全土地之王」（𒈗𒌦𒈠）这样的称谓，它摆脱了具体的城邦，而开始使用苏美尔整体的称谓加入头衔。最终，卢伽尔扎吉西征服了苏美尔几乎所有城邦，并试图向北扩张，他在铭文中自称领土从高海（地中海）到低海（波斯湾）畅通无阻。
卢伽尔扎吉西被阿卡德的萨尔贡击败，萨尔贡建立了更广阔的帝国，它不只包括苏美尔地区，还包括北方的苏巴尔图、东方的埃兰等广大地区，几乎涵盖了两河流域古人眼里的世界全部。为了合法化对如此广大的土地的统治，萨尔贡便发明了宇宙之王的概念，这个词语和启什之王（𒈗𒆧𒆠）仅仅差一个定符，可能二者之间有衍生性的关系。
阿卡德覆灭後，新的乌尔第三王朝并不喜欢使用这个称号，乌尔的继承者伊辛王朝、古巴比伦帝国也不使用这个称号。这一称号的再次流行要等到中巴比伦、中亚述时期：亚述王阿淑尔乌巴里特一世和巴比伦王布尔那布里亚什二世复兴了这个称号，他们都自称宇宙之王。但他们是同一时代的人，这个称号在此时可能已经没有了真正意义上「控制所有已知世界」的要求，而是变成了比国王更高级的「皇帝」式的头衔，类似未来波斯帝国的王中之王。
继承了更多阿卡德古文化的亚述人更流行这个称呼，中亚述帝国、新亚述帝国的国王都喜爱使用这个头衔；巴比伦则不擅长使用这个头衔，更多使用其变体称法𒈗𒊹（可以翻译为「全部之王」或「万千之王」）。
新巴比伦帝国时，受到肃清亚述帝国的意识形态影响，巴比伦王并不在铭文中使用「宇宙之王」这个头衔，但在经济文献中，我们仍然可以看到那波帕拉萨尔、尼布甲尼撒等国王使用这个头衔。
阿契美尼德王朝时，王中之王更常被使用，某种意义上替代了这个头衔。